# Svět za mřížemi
Svět za mřížemi, hudební komedie o třech aktech a epilogu, je 16. divadelní hra autorů Jana Wericha a Jiřího Voskovce v Osvobozeném divadle. K napsání této hry si přizvali Adolfa Hoffmeistera
Premiéra této hry byla 23. ledna 1933 v režii Jindřicha Honzla, hudba Jaroslav Ježek, choreografie Joe Jenčík, výprava a kostýmy Adolf Hoffmeister a dočkala se jen 167 repríz

## Historie
Když byly možnosti revue vyčerpány, stav tvůrčí únavy přetrvával a tak byl přizván k pomoci Adolf Hoffmeister. Stvořili satirickou hudební komedii o 3 aktech a epilogu. Hru navštívil prezident Československa Tomáš Garrigue Masaryk. Původně byli V+W pozváni do Lán, aby odehráli představení pro 1 diváka. To však bylo odmítnuto s tím, že by z představení zbyla jen troska. Bylo proto rozhodnuto, aby TGM přišel do divadla. V+W byli požádáni, aby z toho nedělali reklamu. V+W žádost dodrželi. Když TGM vstoupil do připravené lože, obecenstvo jej přivítalo ohromným potleskem. Po představení TGM prohlásil: "Hoši jsou talentovaní a ten Voskovec je vzdělán."

## Osoby a premiérové obsazení
| František Černý      | Hector Litter, pivovarník                  |
| Míla Ledererová      | Miami, jeho dcera                          |
| Miloš Nedbal         | Wu-Fang, vůdce podsvětí                    |
| Nina Bártů           | Baby Polly, jeho milenka                   |
| Emil Bolek           | Apollo Rum, básník                         |
| Adolf Horálek        | Colt Bulldogg, jeho střelec                |
| Václav Trégl         | Poctivý strážník                           |
| Bohuš Záhorský       | Nepoctivý civilista                        |
| František Filipovský | Žurnalista                                 |
| Jiří Voskovec        | František Hej                              |
| Jan Werich           | Josef Rup                                  |
| Bohumil Prček        | Čínský sluha                               |
| T. Ling              | Černoška (v textu hry se neobjevuje)       |
| Jeníčkovy girls      | Opilci, Opiové tanečnice, Sonorské dámičky |

Čínští sluhové, hudebníci, hosté v baru, sanitní zřízenci
Děj se odehrává v Korku, v hlavním městě Sonorie, v době současné (1933).

## Děj

### 1. dějství
V Sonorii se konají volby, obyvatelé se rozhodují, zda přijmout prohibici či ne. Na straně prohibice jsou tzv. Suší vedení Hectorem Litterem. Ten však chce pouze pašovat a prodávat dráž své pivo. Proti Suchým stojí Mokří vedení básníkem Apollo Rumem. Ten je zamilován do Litterovy dcery Miami. Tajně ji nabádá, aby spolu utekli. Uslyší je však její otec a chce drzého protivníka vyhodit. Apollo ale začne Littera ohrožovat tím, že mu ukáže fotografii smlouvy s Wu-Fangem, vůdcem čínské mafie. Litter chce nejdříve fotografie koupit, ale básník je neoblomný, Litter ho začne ohrožovat pistolí. Najednou však básníka Wu-Fang, který se vracel s Baby Poly z flámu, zastřelí. Litterovi namluví, že Apolla zastřelil on, a začne ho vydírat. Miami si vezme do hlavy, že Apolla zabila prohibice a chce zabít představitele Suchých – svého otce. V tom jí zabrání Colt Bulldog, který ji miluje, i když ví, že Miami nadosmrti bude milovat Apolla. Při sčítání hlasů voleb dojde k remíze, což by mohlo vyvolat občanskou válku. Jediní dva kdo nevolili jsou Hej a Rup (hráli je Voskovec a Werich). Mají tak možnost rozhodnout volby. Nakonec volí pro prohibici, protože Litter a Wu-Fang jim nabídli zaměstnání u policie.

### 2. dějství
Wu-Fang a Litter pašují alkohol a vydělávají miliony. Pro jistotu podplatili policii. Problém dělá pouze poctivý strážník číslo 1111. Wu-Fang se jej chce zbavit pomocí "nebezpečné" židle (kdo se na ní posadí, toho omráčí palice). Litter přivede strážníka do Wu-Fangovi vily, ten však odmítá se posadit a je celkově neúplatný. Litter a Wu-Fang jej proto pomocí zkorumpované vlády povýší na inspektora. Wu-Fang však vydírá Littra a chce za to, aby mlčel, ruku jeho dcery. Litter však odmítá a proto ho Wu-Fang uvězní v zasouvací židli. Pozve k sobě svoji milenku Baby Polly a rozejde se ní. Ta mu přísahá pomstu. Pak se setká s Miami. Miami zachrání v poslední chvíli Colt Buldogg a odvádí ji jako svoji ženu. Donutí však Wu-Fanga se posadit na "nebezpečnou" židli. Do Wu-Fangovy vily se dostanou strážníci Hej a Rup. Při "prohledávání" vily vypijí "předmět doličný" (láhev koňaku). Opilé na mol je najde poctivý strážník a propustí je. Litter utíká Wu-Fangovi ze židle.

### 3. dějství
Miami je šťastně provdána s Coltem Bulldoggem a provozují spolu bar, ve kterém zaměstnávají Heje a Rupa. Litter se přichází rozloučit s Miami, protože prchá s Baby Polly před Wu-Fangem do Evropy. V baru jej však nachází Wu-Fang a zničí mu lístky na parník. Hej a Rup zjistí, kdo je pravým vrahem Apollo Ruma. Proto se snaží zdržet Wu-Fanga v baru, zatímco jde žurnalista pro policii. Strhne se rvačka, během které přijde poctivý strážník (nyní povýšen na prefekta) a zatýká Wu-Fanga a Littera. Strážník, aby mohl propustit Wu-Fanga a Littera, je jmenován guvernérem. Avšak místo toho všechny přítomné zatýká až na Heje a Rupa.

### Epilog
V závěru jsou Colt Buldog, Baby Polly a Miami propuštěni z vězení do světa plného zákazů; uvězněni zůstávají Litter a Wu–Fang, kteří jsou za mřížemi spokojeni. Na úplný závěr přichází Hej a Rup a chtějí se dostat do vězení, protože za mřížemi je pravá svoboda, kdežto "svobodný" svět je za mřížemi.

## Hudba ze hry
Písně ze hry: Pijácká biguine, Blues Nekrolog, Devět řemesel, desáté bída, Život je jen náhoda, Hymna prohibice, Tisíc a jeden sen, Příliš horlivosti škodí, Láska má právo se smát, Hymna svobody.

### Nahrávky
Některé písně a orchestrální skladby byly v roce 1933 zaznamenány na gramofonové desky firmy Ultraphon:
1. Tanec loutky, Jaroslav Ježek, orchestrální verze, dirigent Jiří Srnka, nahráno 10. 2. 1933
2. Devět řemesel - desátá bída, Jaroslav Ježek / Voskovec a Werich, dirigent Karel Ančerl, nahráno 10. 2. 1933
3. Opium - čínské intermezzo, Jaroslav Ježek, orchestrální verze, dirigent Jiří Srnka, nahráno 15. 2. 1933
4. Láska má právo se smát, Jaroslav Ježek / Voskovec a Werich, zpívá Míla Ledererová, dirigent Karel Ančerl, nahráno 15. 2. 1933
5. Černošská rapsodie, Jaroslav Ježek, orchestrální verze, dirigent Karel Ančerl, nahráno 15. 2. 1933[2][3]
6. Píseň národů, Morreti - Markush - Ager - Yellen - Vacek/ Voskovec a Werich, Jaroslav Ježek klavír, nahráno 10. 2. 1933